# Oratorio di Sant'Andrea Apostolo (Castiglioncello)
L'oratorio di Sant'Andrea Apostolo è un edificio sacro che si trova a Castiglioncello, nel comune di Rosignano Marittimo.

## Storia e descrizione
Fu costruito nel XVIII secolo come oratorio o cappellania militare per gli uomini che sin dal XVI secolo presidiavano la vicina torre costruita da Cosimo I de' Medici a difesa della costa. La chiesa non ha subìto nel tempo sensibili trasformazioni, conservando pressoché inalterato l'aspetto originale. Il prospetto, molto semplice, è del tipo a capanna. All'interno il piccolo vano a forma di aula rettangolare è corredato da un altare e da pochi elementi di arredo.